# Protestantische Kirche (Godramstein)
Die Protestantische Pfarrkirche – ehemals St. Pirmin – ist ein unter Denkmalschutz stehendes Bauwerk in Godramstein.

## Lage
Die Kirche befindet sich im zur Stadt Landau in der Pfalz gehörenden Stadtteil Godramstein innerhalb der Ortsmitte und trägt die Adresse Kellereigasse 2.

## Geschichte
1221 wurde laut einer Inkorporationsurkunde die Pfarrei Godramstein durch das Kloster Hornbach gegründet. Die Vorgängerkirche St. Pirmin wird erstmals 1309 erwähnt, von der lediglich das unterste Geschoss des Turms erhalten ist, welcher somit das älteste Bauwerk im Ort darstellt. Das mittelalterliche Patrozinium wurde von der 1960 neu erbauten römisch-katholischen Kirche übernommen, die sich unmittelbar gegenüber befindet.
Der Saal der heutigen Kirche wurde 1774 im Stil des bayrischen Spätbarock errichtet. 1781 wurde die Orgel mit barockem Prospekt und mechanischer Traktur von Nikolaus Rummel d. J. erbaut. Im Rahmen einer Renovierung ab 1930 wurde der aus Godramstein stammende Maler Adolf Kessler mit zwei großen Fresken beauftragt. Zwischen 1933 und 1934 schuf er „Kreuzigung Christi“ und „Auferstehung“. Am linken Rand der Kreuzigungsszene hat Kessler die kommunistischen Revolutionäre Lenin und Trotzki als Inkarnationen des "Antichristen" dargestellt.
Im Zweiten Weltkrieg brannte der Turm am 22. März 1945 nach Beschuss völlig aus. Eine Instandsetzung erfolgte ab 1949. 1967 wurde eine Kirchturmuhr angebracht.
Am 4. Februar 2019 fand in der Kirche zum Abschluss des interkulturellen Lektorenkurses, den die Evangelische Kirche der Pfalz zusammen mit der Evangelischen Kirche in Hessen und Nassau initiiert hatte, ein Segengottesdienst statt.
Von September bis Oktober 2024 fanden Feierlichkeiten zum 250-jährigen Jubiläum ihrer Grundsteinlegung statt.
Sie gehört zum Protestantischen Kirchenbezirk Landau und bildet eine Pfarrstelle, zu der ebenso die Simultankirche St. Quintin in Siebeldingen sowie die Kirche in Birkweiler und der Ort Ranschbach gehören.

## Architektur

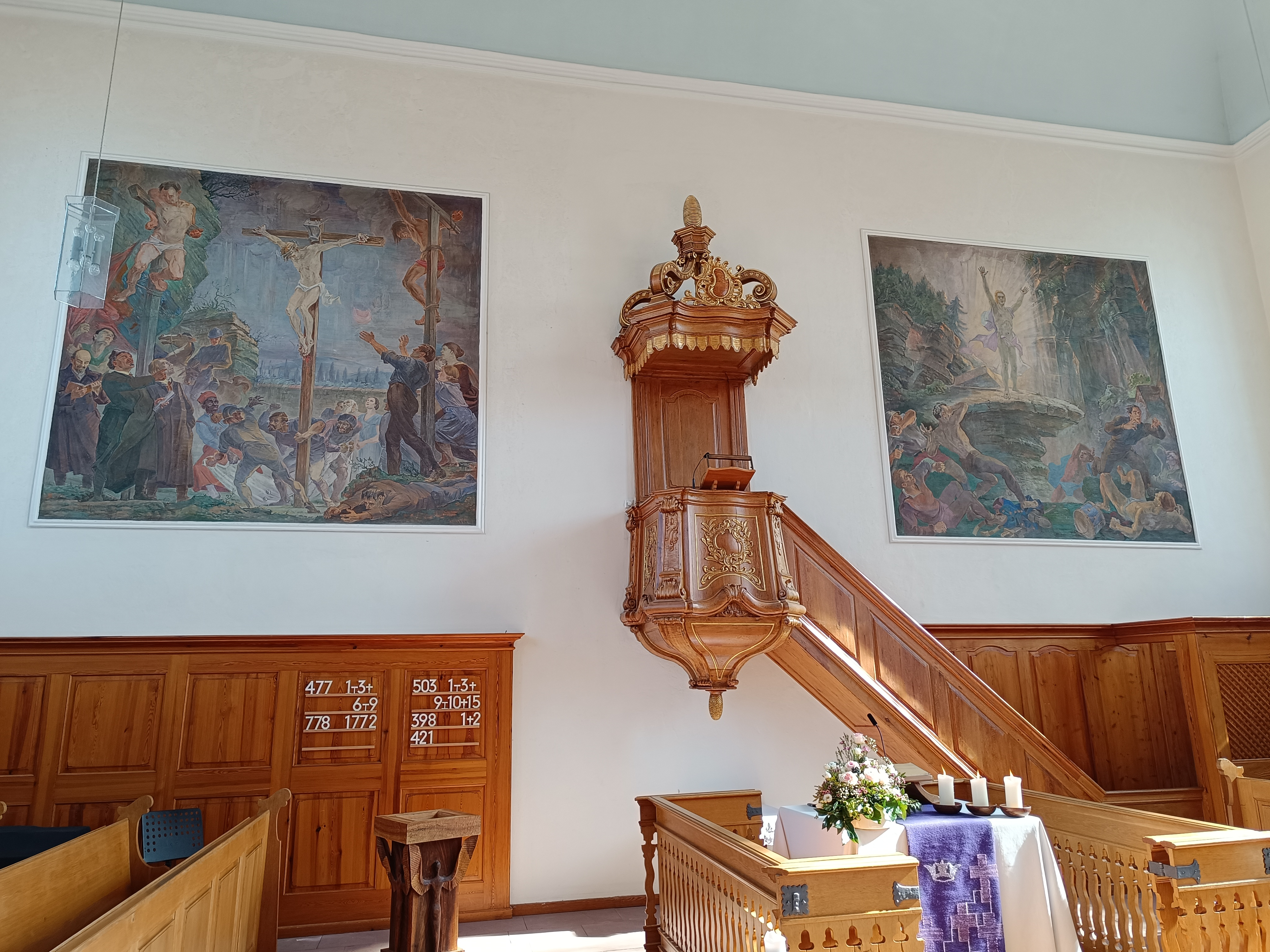
Altarraum mit den beiden Fresken von Adolf Kessler

Bei der Kirche handelt es sich um einen barocken Saalbau; darüber hinaus verfügt sie über einen spätgotischen Turm mit einem romanischen Erdgeschoss.